# クアドリシクル

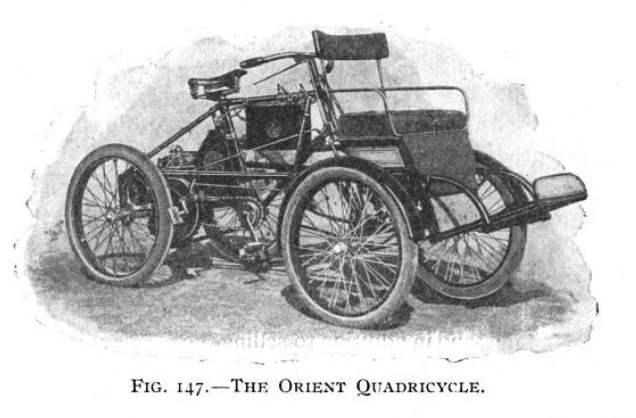
クアドリシクルは、19世紀から20世紀初頭にかけて、人力または電動の四輪バイクのような乗り物を表す一般的な用語だった。

クアドリシクル（英語：quadricycle）とは自動車の初期の形態である。
初期の自動車は小型の蒸気エンジンを動力源としていたが、技術の進歩によって設計は小型になった初期の内燃機関に切り替わった。 この言葉は、4輪を持ちながら、当時の自転車に由来する技術を使用していたことに由来している。

## 種類
- ド・ディオン・ブートン "ラ・マルキーズ" 四輪車[1] (蒸気機関車)（1884年）
- ド・ディオン・ブートン・ヴィクトリア四輪車（1884年）[1]
- ダイムラー四輪車（1889年）[2]
- プジョー・タイプ2、ダイムラー四輪車の直系の子孫、およびプジョー社の最初の自動車（1901年）
- プジョー・タイプ3[3]
- Le Rudge Quadricycle Tandem[4]
- フォード四輪車、ヘンリー・フォードの最初の自動車デザイン（1896年）[5]
- オリエント四輪車（別名：オリエントオートゴー）（1899年）[6]
- ド・ディオン・ブートン四輪車（1900年）[7]
- トリュフォー四輪車（1901年）[8]

黎明期の電動四輪車:
- デュリエモーターワゴン
- ベンツ・ヴェロ

英語ではquadricycle、quadracycle、quadcycle、quadrocycle、quadとして表されるが、これらはすべて「四輪車」として翻訳される。より具体的には、これらの用語は以下を指す場合がある。
- クアッドまたはクアッドバイクとも呼ばれる全地形対応車
- 電動四輪車、4輪のオートバイ
- 自動車、最初の実験的な蒸気自動車は"steam quadricycles"とも呼ばれた
- 一部の国では四輪車と呼ばれる低速車（バブルカーなど）
- クアドリシクル、ヨーロッパの軽四輪自動車の分類:軽四輪車、カテゴリーL6e、および（重）四輪車、カテゴリーL7e

21世紀のフランスでは、四輪車は45 km/h (28 mph)より速く進むことができず、重量が425 kg (937 lb)未満で、最大出力が4 kW (5.4 hp)の車両を指す。アメリカの低速車クラスに匹敵する。
- 四輪自転車、人力で動かす四輪スタイルの自転車
- ベロモービル、密閉された人力車両